# GIMP
GIMP（ギンプ、ジンプ、GNU Image Manipulation Program）は、GNU GPL の下で配布されているビットマップ画像編集・加工ソフトウェア（ペイントソフト）。

## 概要

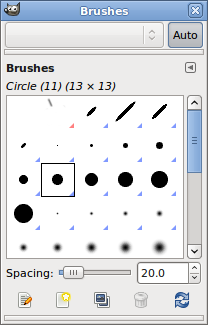
GNOMEにおけるブラシダイアログ

レイヤー、チャンネル、パスという3つのドックとタブを持つダイアログのアニメーション

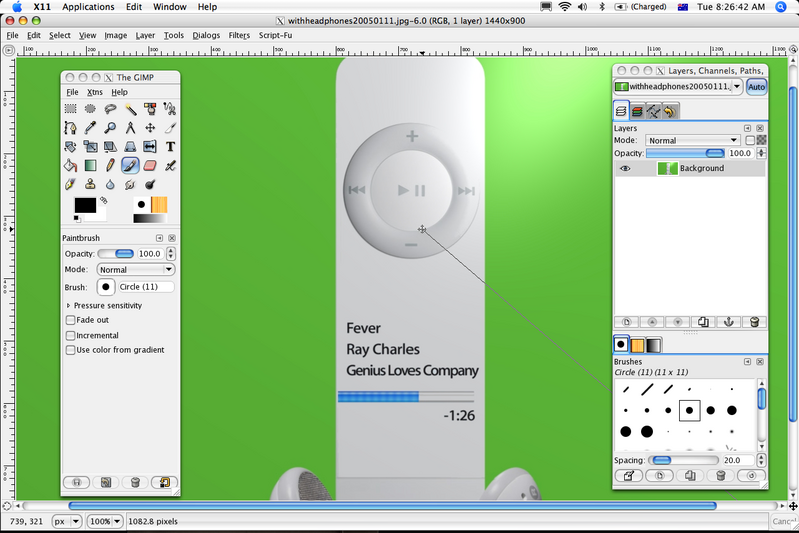
GIMP 2.2.8をmacOSのXQuartz環境下で実行中

GIMPは1995年に Spencer Kimball と Peter Mattis が開発を始めた。
レイヤー、トーンカーブ、ヒストグラム、画像の形状からの切り抜き、ブラシエディタ、パスの編集、多種多様なプラグインなどに加え、モザイク編集や、アニメーション合成（GIFアニメーション）を行うなどといったフィルタ機能も数多く備えており、これ一つで、コンピュータ上のほとんどの画像編集は行える。しかし多機能性を外部プラグインやスクリプトなどに頼っているため起動時の読み込み量が多く、時間がかかる。
もともとウェブ用のグラフィック編集を想定して開発されたソフトウェアであるため、CMYKカラーをネイティブサポートしていないなど、本格的な印刷業務には向いていないという面もある。
基本的には、パレット上のツールボックスから機能を選択して画像の編集を行うというオーソドックスなソフトウェアだが、SDIで、かつ、いくつもボックスを持つなど、長らくインターフェイスに癖があった。しかし、2.6からはユーティリティウィンドウが実装され、今までのツールボックス等のウィンドウを、一つの親ウィンドウで管理できるようになり、2.8からはすべてを一つのウインドウに統合する「シングルウインドウモード」が実装された。
対話的な使い方の他にもSchemeを使った「Script-Fu」を用いてスクリプトを作り自動化することができる。なお、Script-Fuの名はカンフー (Kung-fu) からきている。現在ではPerl、Python、Tcl、Rubyなどの言語でスクリプトを書く環境もある。このスクリプト処理は完全に非対話的な自動処理も書ける。ImageMagickの方が簡単にすばやく自動化処理を行えるが、GIMPの方がはるかに強力な画像編集機能を使える。
カラーマネジメント対応については、バージョン2.4より作業中の画像に対してカラープロファイルの割り当て（埋め込み）が可能になったほか、プロファイルが埋め込まれた画像のカラーを適切に画面上で確認するための仕組みが整備された。同様に、CMYK出力時の色味をシミュレートするソフトプルーフの機能も提供されている。カラープロファイルが埋め込まれた画像ファイルの読み込み・保存は、各形式に対応するプラグインの実装に依存しており、従来よりJPEG、TIFF、PNG形式でサポートされていた。バージョン2.4以降はカラーマネジメント関連機能の整備に伴い、ネイティブ形式である XCF形式でもサポートされるようになった。
GIMPはX Window System向けに制作され、多くのデスクトップ向けUnix系OS上ではデフォルトで同梱されている。現在はWindows版やmacOS版も利用可能である。macOS版はバージョン2.8.2からmacOSにネイティブ対応し、X11環境が不要になった。
GTKは本来はGIMPのために制作されたライブラリでありGIMPの一部だったが、ここから派生して現在では広く使われるGUI向けのライブラリになっている。
gettextの仕組みを使って多言語対応している。

## 歴史
- 1996年1月 - 最初の公式リリースとなる GIMP 0.54 がリリースされた[7]。名称は、Image Manipulation Program（画像編集プログラム）に、1994年の映画パルプ・フィクションに登場する覆面男ギンプと同じ綴りにするためにGeneral（全般的）を前に付けてGIMPとした[8]。
- 1997年 - GNUプロジェクトに参加し、名前のGをGNUの略とした[9]。
- 1998年6月2日 - 最初の正式版リリースとなる GIMP 1.0 がリリースされた[7]。
- 2000年12月25日 - GIMP 1.2.0リリース[10]。
- 2004年
  - 3月24日 - GIMP 2 最初のリリースとなる GIMP 2.0 がリリースされた[10]。
  - 12月19日 - GIMP 2.2.0 リリース[10]。
- 2007年10月24日 - GIMP 2.4.0 がリリースされた[10]。
- 2008年10月1日 - GIMP 2.6.0 がリリースされた[11]。
- 2012年5月3日 - GIMP 2.8.0 がリリースされた[12]。このバージョンからシングルウインドウモードが導入された。
- 2018年4月27日 - GIMP 2.10.0 がリリースされた[13]。ユーザーインターフェースが更新され、イニシャルHiDPIが導入された。

## ファイル形式
GIMP は以下のファイル形式を開いたり保存したりすることができる。
- GIMP XCF、ネイティブ形式（.xcf、もしくは.xcf.gzや.xcf.bz2として圧縮されたもの）
- Autodesk flic動画 (.fli)
- DICOM（.dcmもしくは.dicom）
- OpenRaster Adobe社のPSDの代替として開発されているフォーマット形式（.ora）
- PostScript文書（.ps、.ps.gzおよび.eps）
- FITS天文画像（.fits、もしくは.fit）
- Scalable Vector Graphics、パスのエクスポート用 (.svg)
- Microsoft Windows のアイコン (.ico)
- Microsoft の無圧縮AVIビデオ (.avi)
- Windows bitmap (.bmp)
- Corel Paint Shop Pro画像（.pspまたは.tub）
- Adobe Photoshop文書 (.psd、.pdd)
- PNM画像（.pnm、.ppm、.pgm、および.pbm）
- Compuserve Graphics Interchange Format画像と動画 (.gif)
- Joint Photographic Experts Group画像（.jpeg、.jpg、もしくは.jpe）
- Portable Network Graphics (.png)
- KISSのセル (.cel)
- Tagged Image File Format（.tiffか.tif）
- TARGA (.tga)
- X bitmap画像（.xbm、.icon、もしくは.bitmap）
- X pixmap画像 (.xpm)
- X Windowダンプ (.xwd)
- Zsoft PCX (.pcx)

GIMP は以下の形式をインポートできる（開けるが保存できない）:
- Adobe PDFファイル (.pdf)
- RAW画像（多数の拡張）

GIMP は以下の形式をエクスポートできる（保存できるが開けない）:
- HTML、色つきのセルを使った表として (.html)
- C言語のソースファイル、配列として（.cまたは.h）
- Multiple-image Network Graphics、レイヤ付き画像ファイル (.mng)
- アスキーアートもしくはHTML、画像を構成する文字や記号で

## マスコット

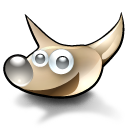
ウィルバー (Wilber)

「ウィルバー (Wilber)」がGIMPのマスコットである。

## 派生品
GIMP をベースにしたいくつかの派生バージョンやカスタマイズパッケージが存在する。
GIMPshop
Adobe Photoshop とメニューの並び順を同じにしている。
Seashore
macOS向けにシンプル化したもの。